# Дракон: История жизни Брюса Ли
«Дракон: История жизни Брюса Ли» — американский биографический драматический фильм 1993 года режиссёра Роба Коэна. В фильме снялись Джейсон Скотт Ли, Лорен Холли, Нэнси Кван и Роберт Вагнер. Фильм рассказывает о жизни актёра и мастера боевых искусств Брюса Ли от его переезда из Гонконга в США до его карьеры учителя боевых искусств, а затем карьеры актёра кино и телевидения. Он также фокусируется на отношениях между Брюсом и его женой Линдой Ли Кэдвелл и расизме, которому подвергался Брюс.
Основным источником сценария является биографический роман Кэдвелл «Брюс Ли: человек которого знала только я». Другими источниками являются книга Роберта Клауза «Брюс Ли: биография» и исследования Коэна, включая интервью с Кэдвелл и сыном Брюса Брэндоном Ли. Вместо традиционного биографического фильма Коэн решил включить элементы мистики и драматизировать экшн-сцены, чтобы придать ему тот же тон, что и в фильмах, в которых снялся Брюс. Съёмки проходили в основном в Гонконге, Лос-Анджелесе и Сан-Франциско.
Фильм получил в целом положительные отзывы, критики обычно называют его интересным, несмотря на критику почитания Брюса. Джейсон получил высокую оценку за своё выступление. Фильм имел коммерческий успех, его доходы превысили средние показатели кассовых сборов биографических фильмов, что было связано с его романтическими темами и привлекательностью для людей, не являющихся традиционными кинозрителями кунг-фу. Спустя год была выпущена одноимённая видеоигра. Фильм посвящён Брэндону, который умер за несколько недель до его выхода.

## Сюжет
В фильме рассказывается о жизни и карьере Брюса Ли. Фильм основан на романе «Брюс Ли: человек которого знала только я», который написала вдова Брюса Ли — Линда Ли Кэдвелл.

## В ролях
| Актёр               | Роль                                        |
| ------------------- | ------------------------------------------- |
| Джейсон Скотт Ли    | Брюс Ли                                     |
| Лорен Холли         | Линда Ли                                    |
| Роберт Вагнер       | Билл Кригер                                 |
| Мишель Лэрнед       | Вивиан Эмери                                |
| Нэнси Кван          | Жусси Янг                                   |
| Эд Паркер (младший) | Эд Паркер                                   |
| Кай-Тонг Лим        | Филип Тан (прототип — Рэймонд Чоу)          |
| Рик Янг             | Ли Хойчэнь                                  |
| Луянг Ванг          | Ип Ман                                      |
| Стерлинг Мэйсер     | Джером Спроут (прототип — Джесси Гловер)    |
| Свен-Оле Торсен     | Демон                                       |
| Эрик Брускоттер     | Джо Хендерсон                               |
| Аки Алеонг          | старейшина китайской диаспоры               |
| Майкл Кудлиц        | Тэд Овертон                                 |
| Роб Коэн            | Роберт Клауз, режиссёр фильма Выход дракона |
| Лау Пак Лам         | Ло Вэй, режиссёр фильма Большой босс        |
| Ван Уильямс         | режиссёр сериала Зелёный Шершень            |

## Темы
Написав о педагогике и политкорректности в фильме, Меган Моррис включает в себя шестистраничный анализ сцены, где Брюс и Линда смотрят фильм в кинотеатре «Завтрак у Тиффани»; Линда предлагает уйти, когда она замечает, что Брюс расстроен выступлением персонажа Микки Руни мистера Юниоши. Моррис описывает сцену как дидактическую, поскольку она позволяет Линде, которая изначально наслаждалась фильмом, понять и поделиться отвращением Брюса к расистским стереотипам. Отметив, что фильм изображает жизнь Брюса как «битву против западных предрассудков», Моррис заключает, что фильм является «одним из более мощных методов институционализированного расизма в киноиндустрии, которым обладает американское кино».
В 2013 году в Азиатском журнале по коммуникации, академик Чжэн Чжу назвал фильм наряду с «Поцелуем дракона» и «Смокингом» фильмами, которые разорвали западную традицию изображать азиатских мужчин как асексуалов, заявив, что, хотя они часто изображаются в качестве героев в фильмах о боевых искусствах, их редко изображают как романтических или любящих. Отметив, что в каждом фильме показан азиатский мастер боевых искусств с белой женщиной-партнёром, Чжу заявляет, что они отменяют традиционное изображение «доминантного белого рыцаря и покорной восточной леди». Тем не менее, он критикует изображение этих отношений. Например, каждый фильм показывает, как «белые женщины играют самую важную роль» в оказании помощи китайским мужчинам в достижении успеха, о чём свидетельствует поддержка Линды Брюса, пока он восстанавливается после травмы спины. Азиатские мужчины, утверждает Чжу, изображаются как неспособные к достижению успеха в западном обществе, если их не поддерживает белая женственность.